# Transporte público en Atenas

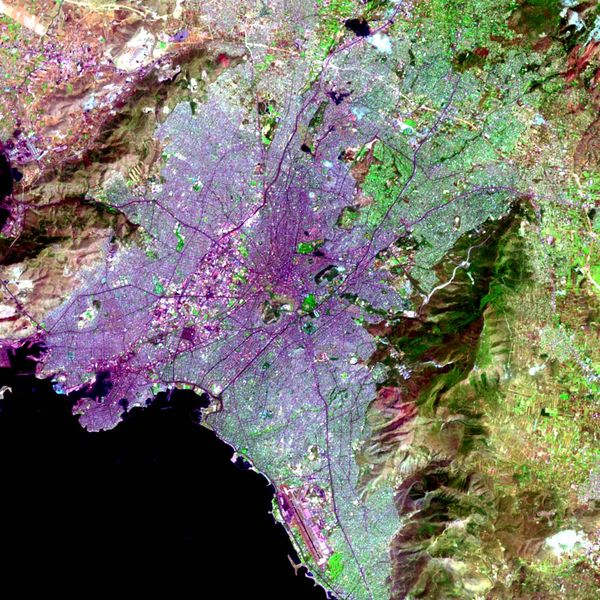
La cuenca del Ática, el complejo urbano de Atenas desde arriba (foto de satélite).

El transporte público en Atenas consta de un sistema de metro, tranvías, autobuses y trolebuses, mientras que parte del proyecto de transporte está cubierto por el Proastiakós (tren de cercanías), aparte de una red de carreteras. En el resto de la prefectura de Ática, la mayor parte del proyecto de transporte está cubierto por autobuses interurbanos (KTEL), mientras que el resto es servido por el tren de cercanías. 
El Organismo de Transporte Urbano de Atenas (en griego, Οργανισμός Αστικών Συγκοινωνιών Αθηνών, AFI: [orɣanisˈmos astiˈkon siɟinoˈɲon aθiˈnon]; abreviado como ΟΑΣΑ, OASA, AFI: [oaˈsa]) controla el área metropolitana de Atenas, siendo sus subsidiarias OSY SA y STASY SA las responsables de la ejecución del proyecto de transporte, mientras que hay una cooperación con TRAINOSE SA, debido a la existencia de parte de la red de cercanías dentro del sector urbano de Atenas. Para el resto de la prefectura, la supervisión del proyecto de transporte ha sido asignada a la Autoridad Reguladora del Transporte de Pasajeros y la responsabilidad ha sido asumida por KTEL Ática SA.

## Transporte público de Atenas

El logotipo del Organismo de Transporte Urbano de Atenas.

El Organismo de Transporte Urbano de Atenas es el operador de transporte más grande de Grecia, responsable del control y funcionamiento del transporte público en Atenas, pero también en el área metropolitana más amplia. 

### Medios de transporte bajo la supervisión de OASA
Las dos filiales de la organización (OSY y STASY) se hacen cargo de la gestión de las instalaciones viales y ferroviarias que están bajo su supervisión: 

#### Metro de Atenas
El metro de Atenas es la red de ferrocarriles metropolitanos subterráneos y terrestres de la ciudad de Atenas, así como del área metropolitana de Atenas. El metro de Atenas es, de momento, la única red de metro de Grecia. Dicha red sirve al complejo urbano de Atenas, que tiene una población de más de tres millones de habitantes. También sirve al Aeropuerto Internacional de Atenas Eleftherios Venizelos, ubicado en la parte este de Ática. 
El sistema de metro de Atenas consta de tres líneas: 
| Línea | Ruta                                       | Número de estaciones | Duración de la ruta | Inauguración | Apertura de la última extensión o estación |
| ----- | ------------------------------------------ | -------------------- | ------------------- | ------------ | ------------------------------------------ |
| Γ1    | El Pireo - Kifisiá                         | 24                   | 51 minutos          | 1869         | 2004                                       |
| Γ2    | Anthoupoli - Elliniko                      | 20                   | 29 minutos          | 2000         | 2013                                       |
| Γ3    | Nikaia - Doukissis Plakentias - Aeropuerto | 24                   | 60 minutos          | 2000         | 2020                                       |

#### Tren de cercanías
El tren de cercanías de Atenas o Proastiakós (en griego, Προαστιακός, AFI: [pɾoastjaˈkos]) es un servicio de ferrocarril suburbano que sirve a los centros urbanos, suburbanos y regionales de Ática y las prefecturas vecinas. 
La red de cercanías consta de las siguientes rutas: 
| Línea | Inauguración | Ruta                    | Longitud (km) | Estaciones | Trenes     | Duración            |
| ----- | ------------ | ----------------------- | ------------- | ---------- | ---------- | ------------------- |
| Π1    | 2004         | El Pireo - Aeropuerto   | 48,2          | 19         | 18 por día | 1 hora y 3 minutos  |
| Π2    | 2005         | El Pireo - Kiato        | 122           | 20         | 18 por día | 1 hora 38 minutos   |
| Π3    | 2017         | Atenas - Calcis         | 82,7          | 19         | 13 por día | 1 hora y 19 minutos |
| Π4    | 2017         | Ano Liosia - Aeropuerto | 29,7          | 13         | 22 por día | 34 minutos          |

#### Tranvía
El tranvía conecta por un lado el centro de Atenas (Síntagma, Záppeion) con el frente costero y a Neo Faliro con los suburbios del sur (Glyfada, Voula), a través de la Carretera de la Costa. Fue inaugurado el 19 de julio de 2004, un mes antes de los Juegos Olímpicos de Atenas.

#### Autobuses urbanos / Trolebuses
La red de autobuses urbanos cubre la mayor parte del proyecto de transporte en Atenas. Con 280 líneas y 7.500 paradas, se realizan traslados desde los suburbios al centro de Atenas, los traslados desde y hacia las estaciones de metro, la conexión con el Aeropuerto Internacional de Atenas, así como los traslados dentro del área metropolitana pero fuera del complejo urbano. En 2020, se espera completar la licitación para el suministro y mantenimiento por 15 años de 400 nuevos autobuses (170 eléctricos, 180 de gas natural y 50 de petróleo) para la región de Ática.

### Sistema de cobro de tarifas
Desde noviembre de 2017 (y a modo de prueba desde febrero del mismo año) está en vigor el nuevo sistema cerrado de cobro de tarifa con el nombre ΑΣΣΚ (en español, SACT, sigla de Sistema Automático de Cobro de Tarifas) y más comúnmente conocido como Billete Electrónico. El nuevo sistema consta de dos modalidades de tarifa: el billete de papel ATH.ENA Ticket y tarjeta plástica ATH.ENA Card, disponible como anónima o personalizada. El SACT, como sistema cerrado, también está equipado con puertas de entrada y salida, que se encuentran en todas las estaciones de medios de vía fija, excepto el tranvía. En las puertas de entrada y salida es necesaria la validación del billete sin contacto para abrirse, siempre y cuando esté cargado con un billete activo y válido. En tranvías, autobuses y trolebuses, la validación sin contacto se realiza en máquinas de validación azules dentro de los vehículos. Las tarifas siguen siendo las mismas que los del sistema anterior, siendo el billete básico 1,40 € (0,60 € para los beneficiarios de tarifa reducida) con una duración de 90 minutos, mientras que la tarifa mensual cuesta 30 € (15 € para beneficiarios de tarifa reducida) y tiene una duración de 30 días desde la primera validación sin contacto, a diferencia del sistema anterior donde la tarifa mensual era válida solamente para el mes actual.

## Imágenes de medios de transporte

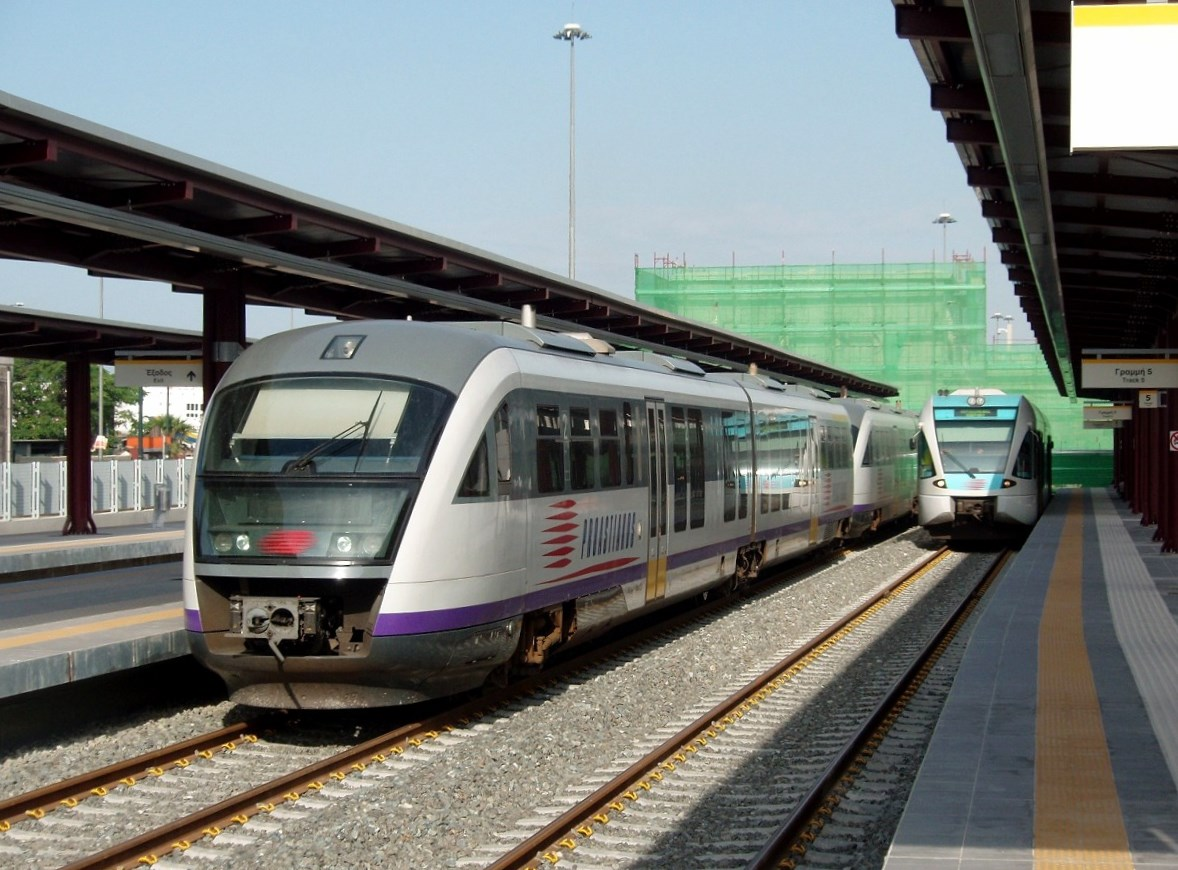
Tren suburbano de Atenas.
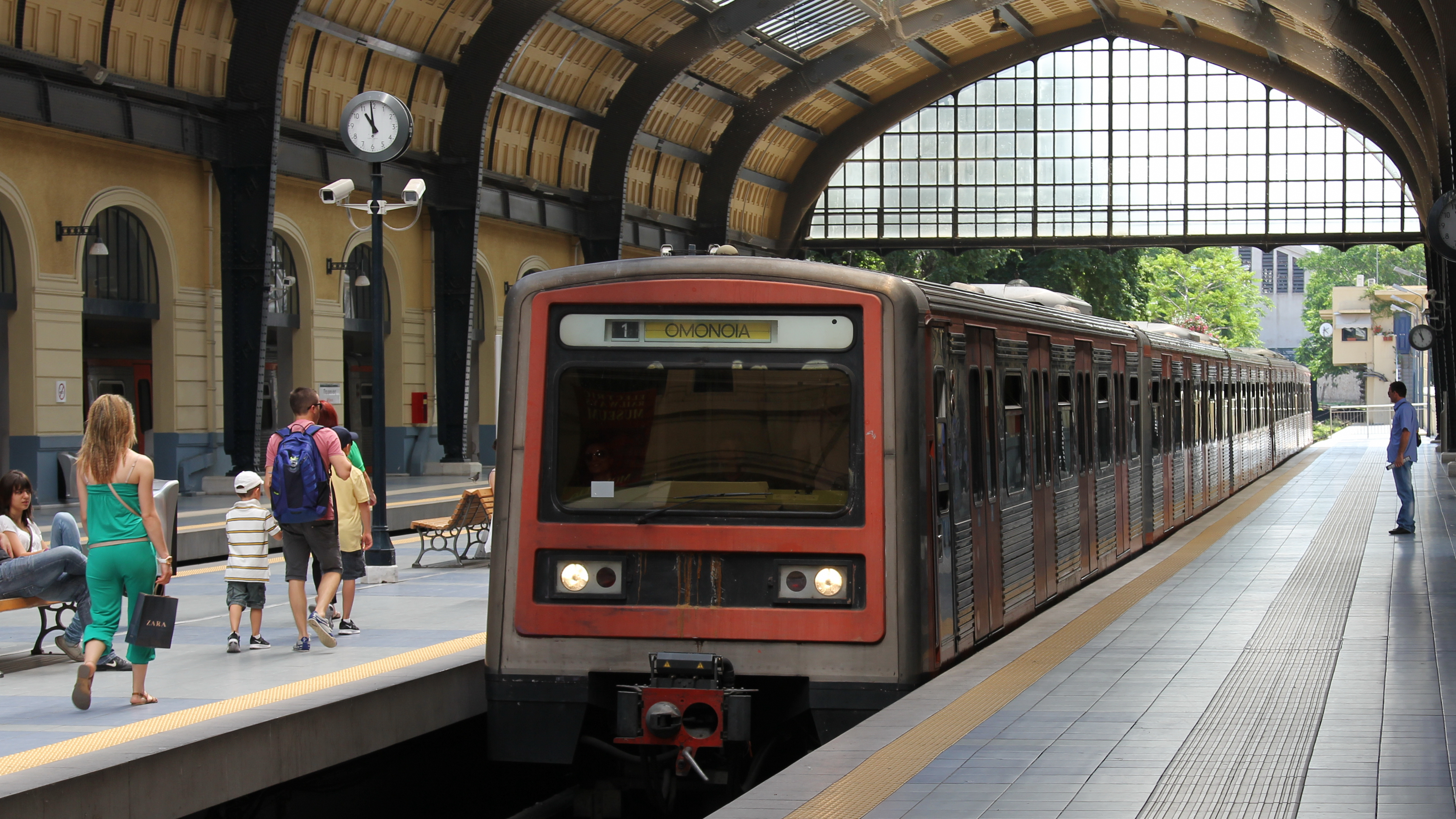
Tren del Metro de Atenas.
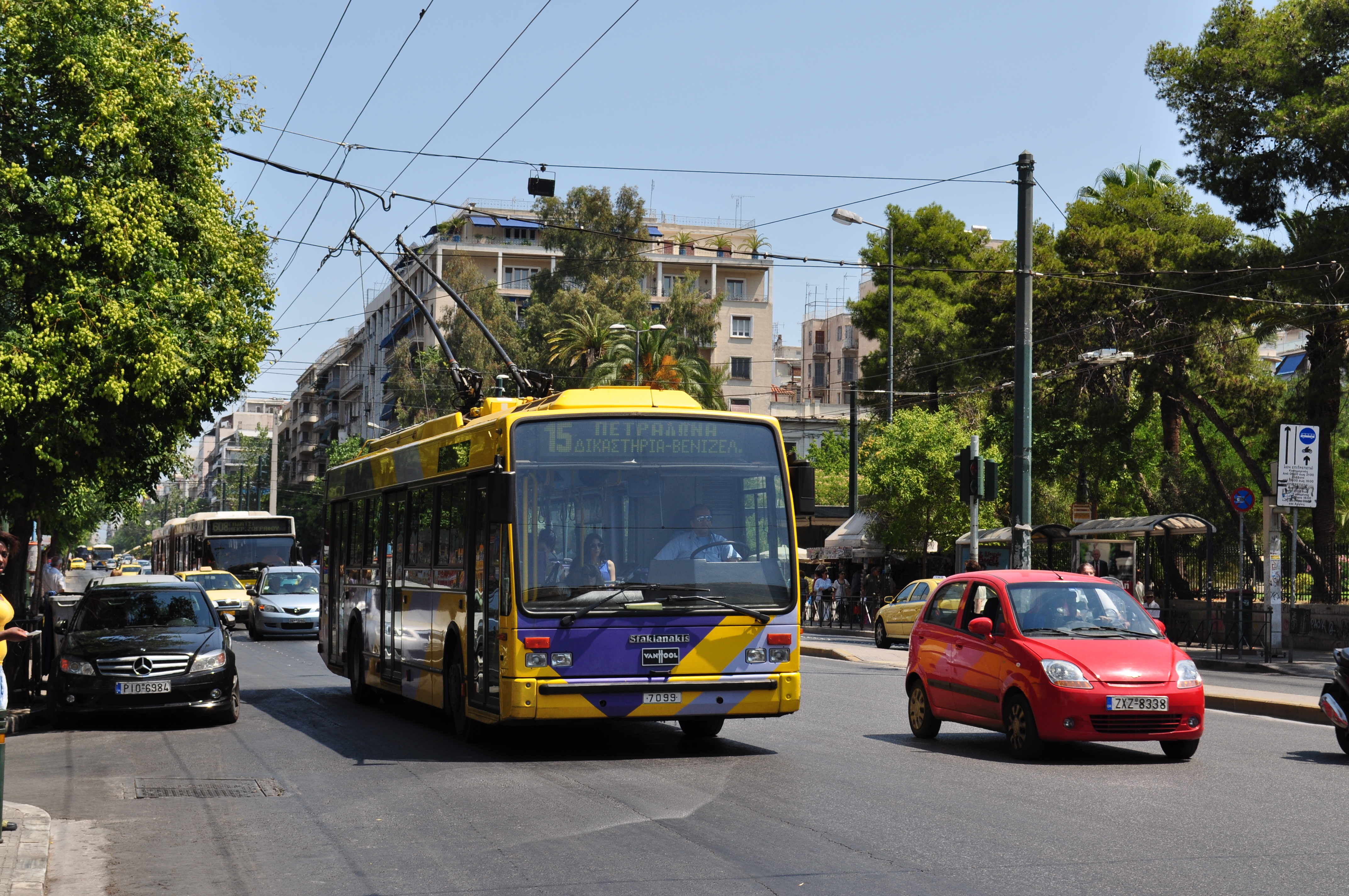
Trolebús en la Calle Patission.
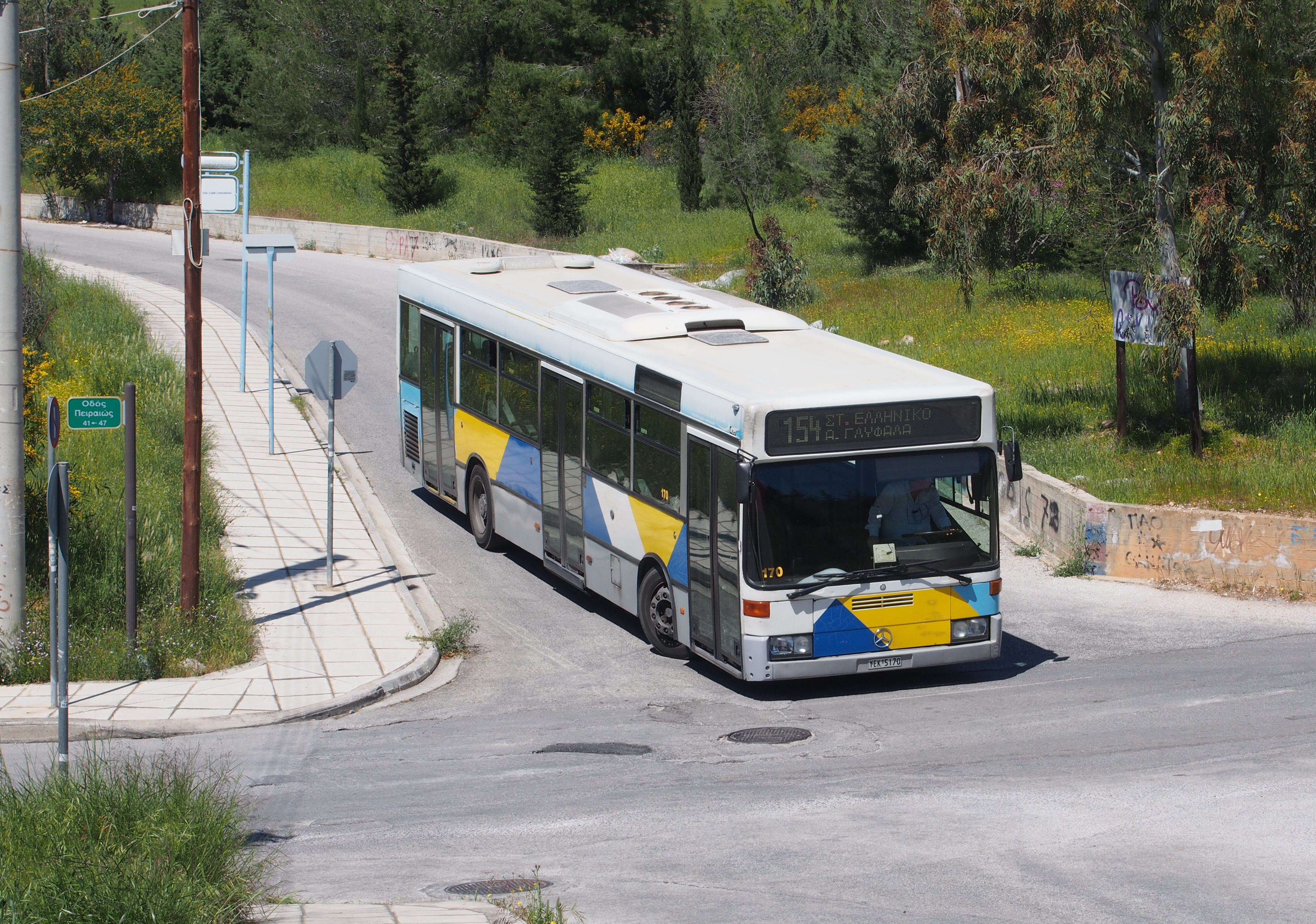
Autobús en Voula.
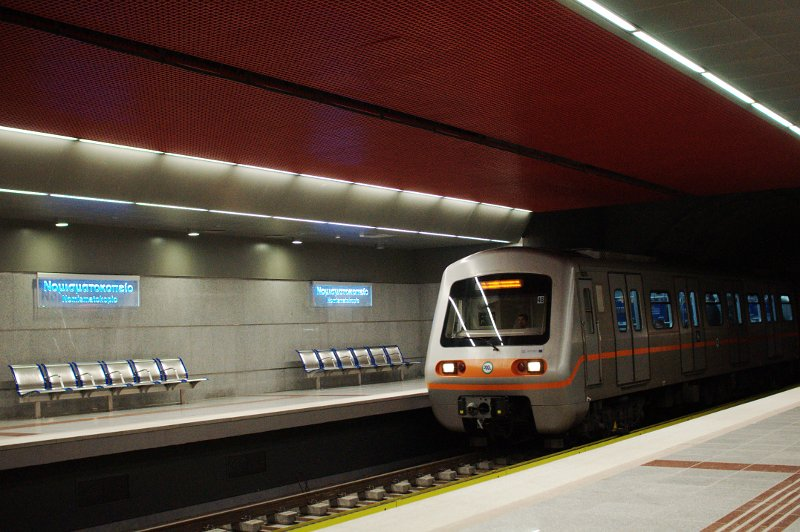
Tren de segunda generación del Metro de Atenas.
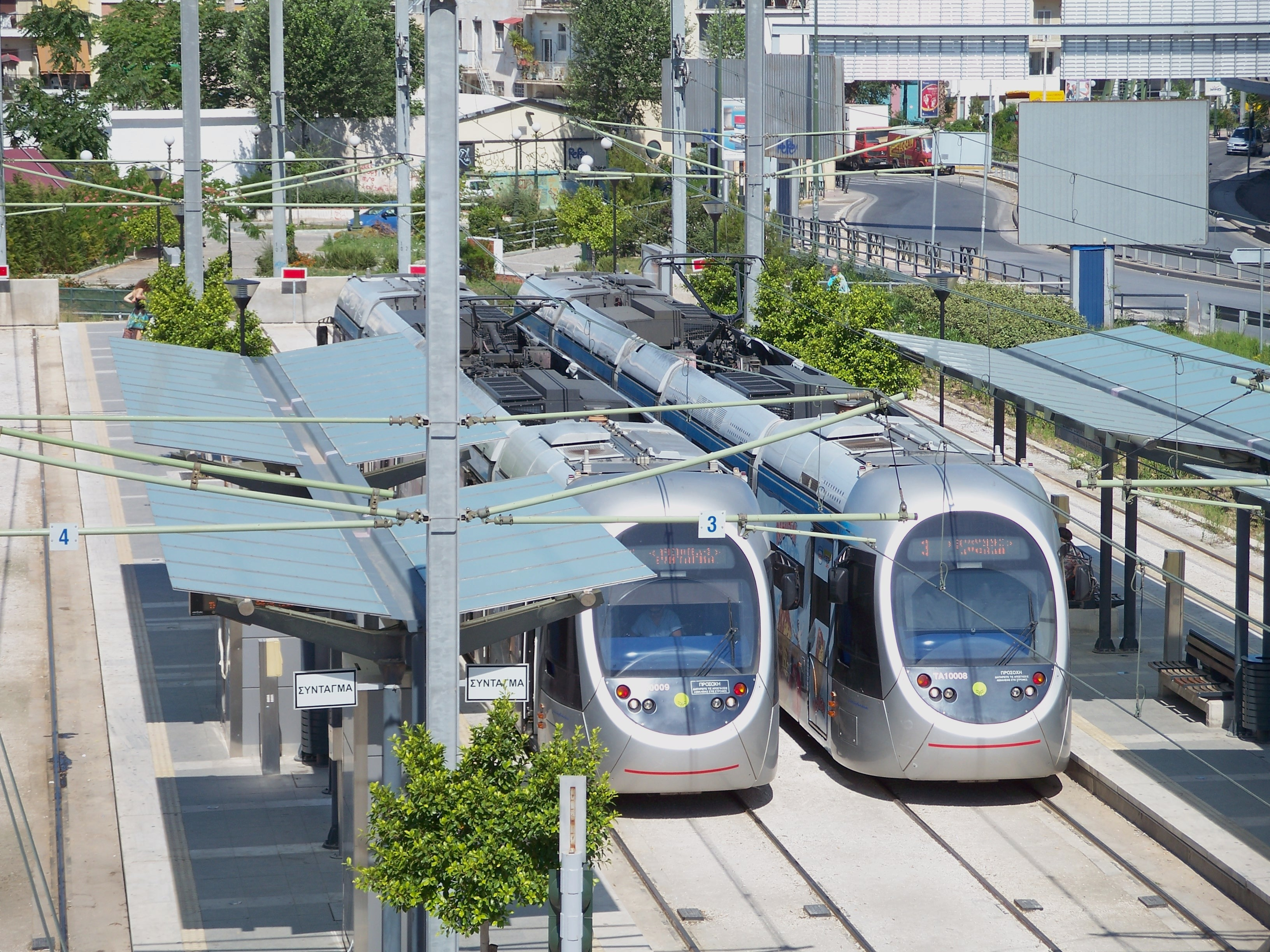
Tranvía de Atenas en el Estadio de la Paz y la Amistad.
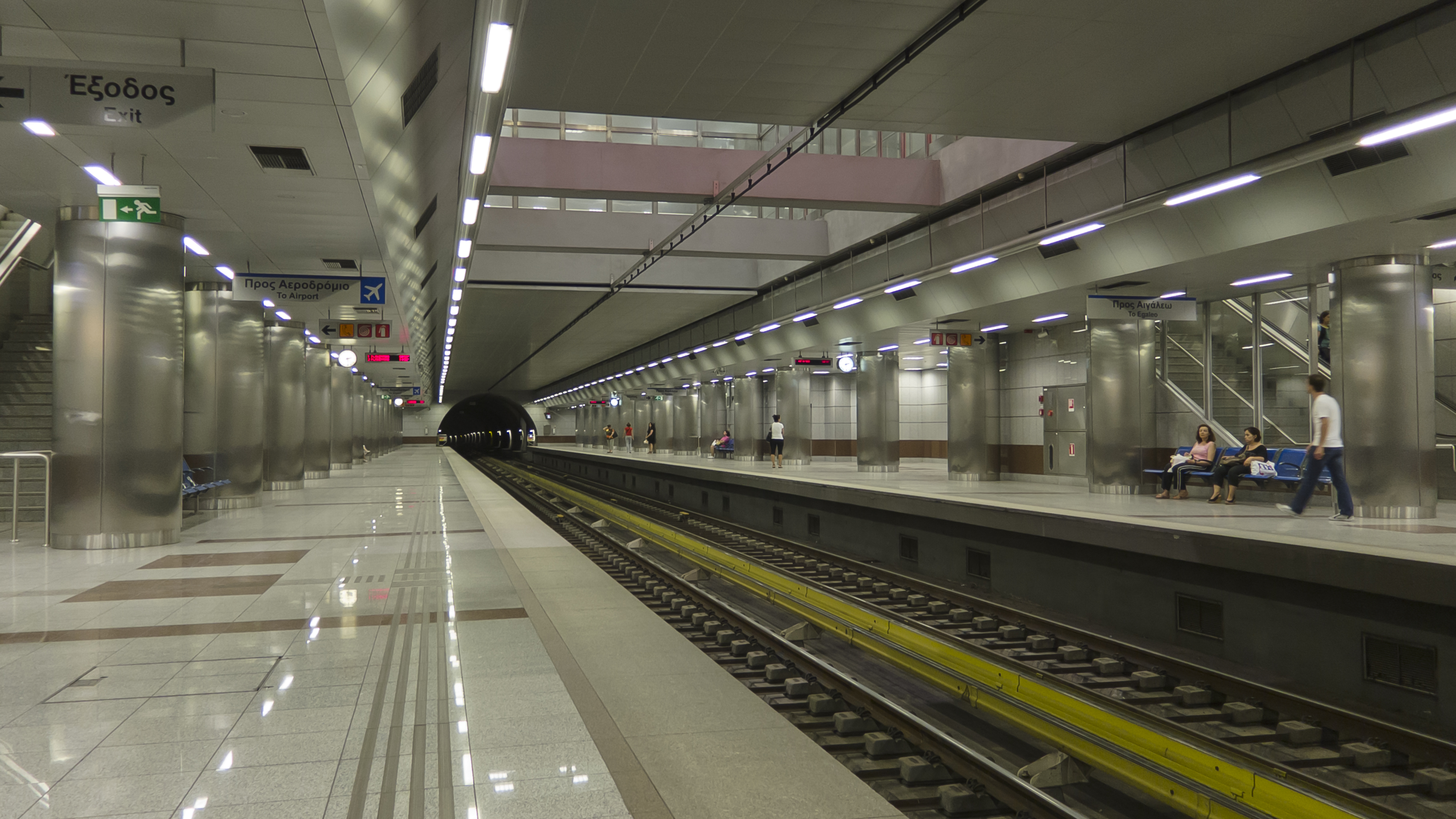
Estación de metro de Chalandri.
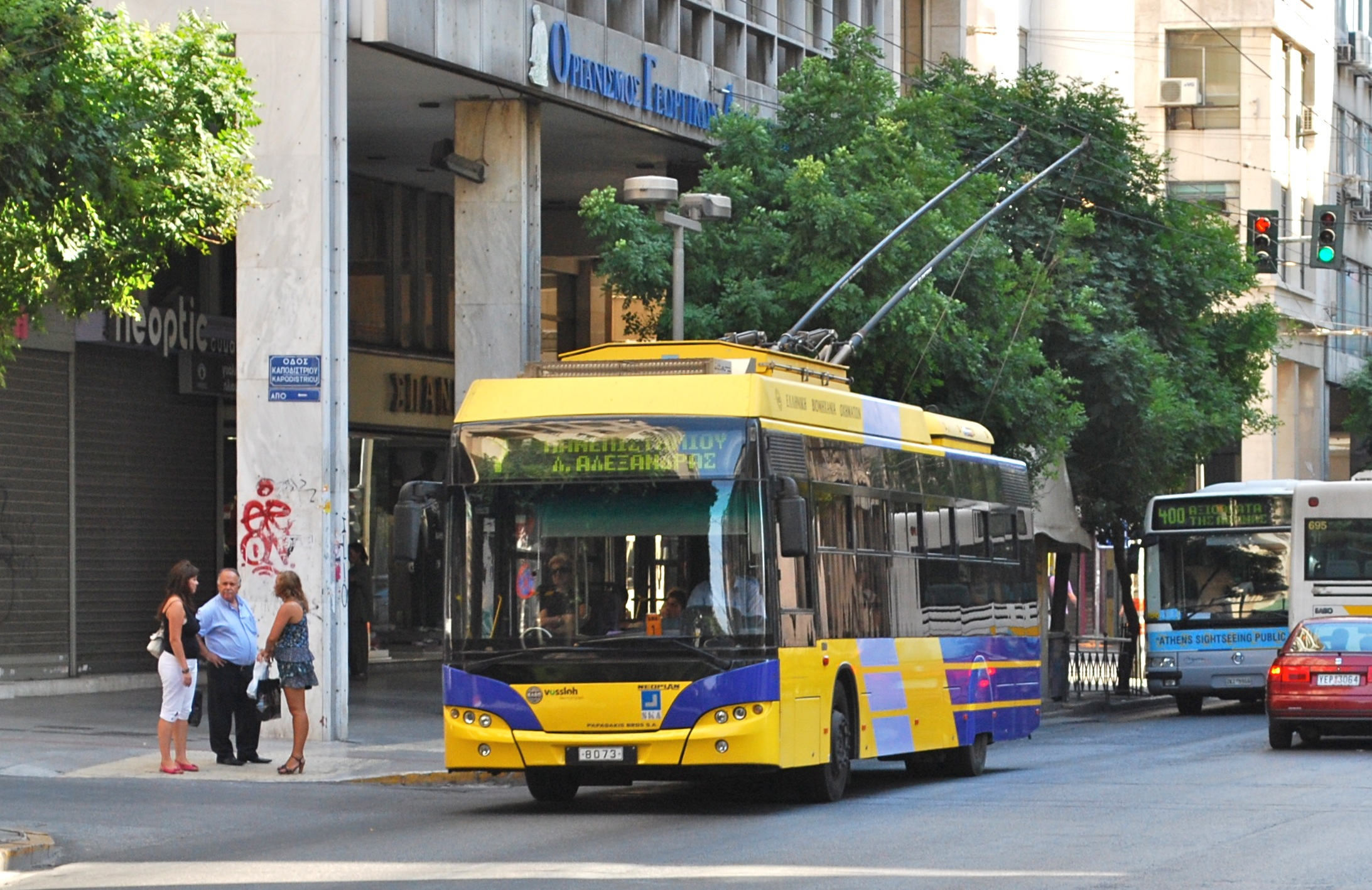
Trolebús en el centro de Atenas.
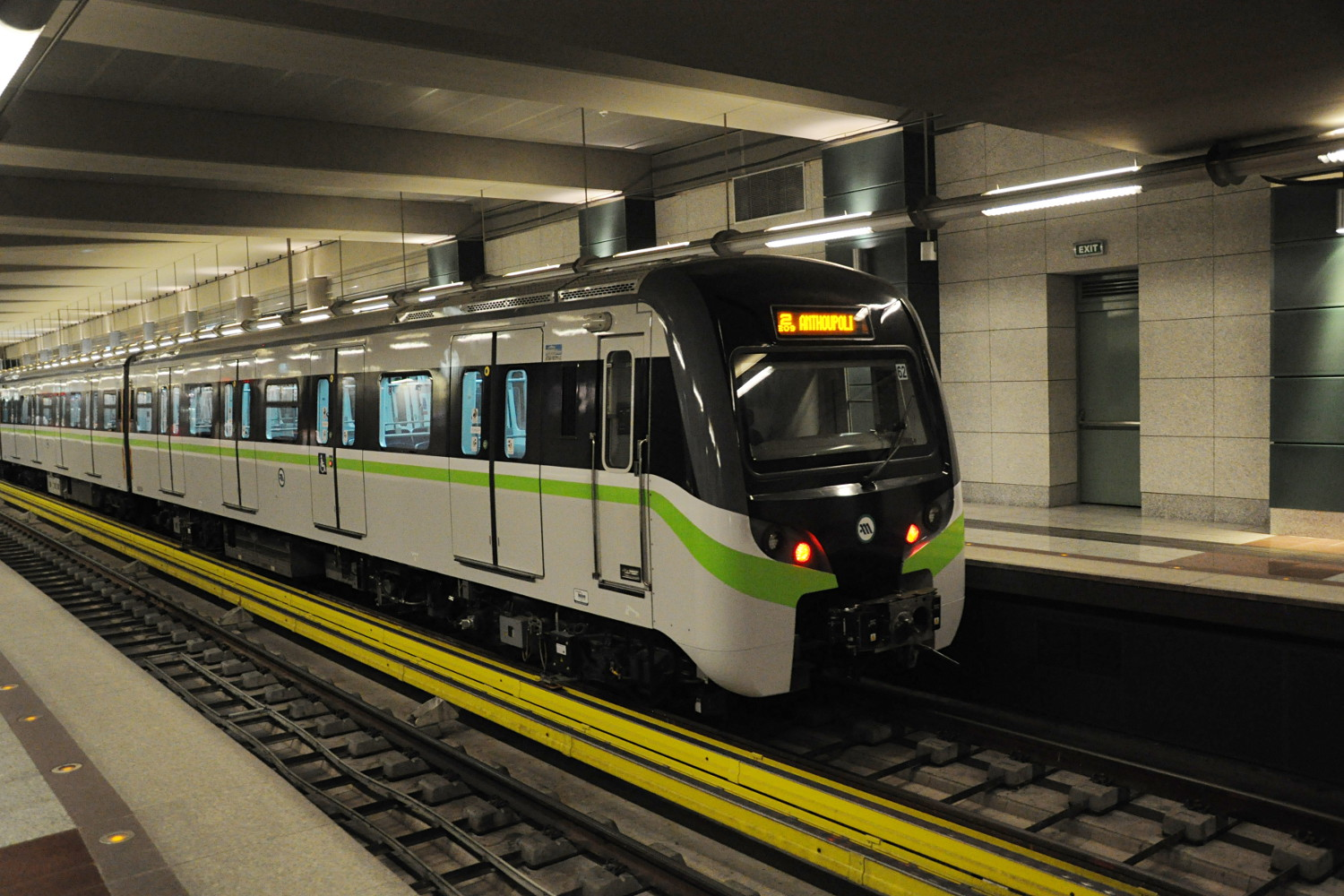
Tren de tercera generación del Metro de Atenas.
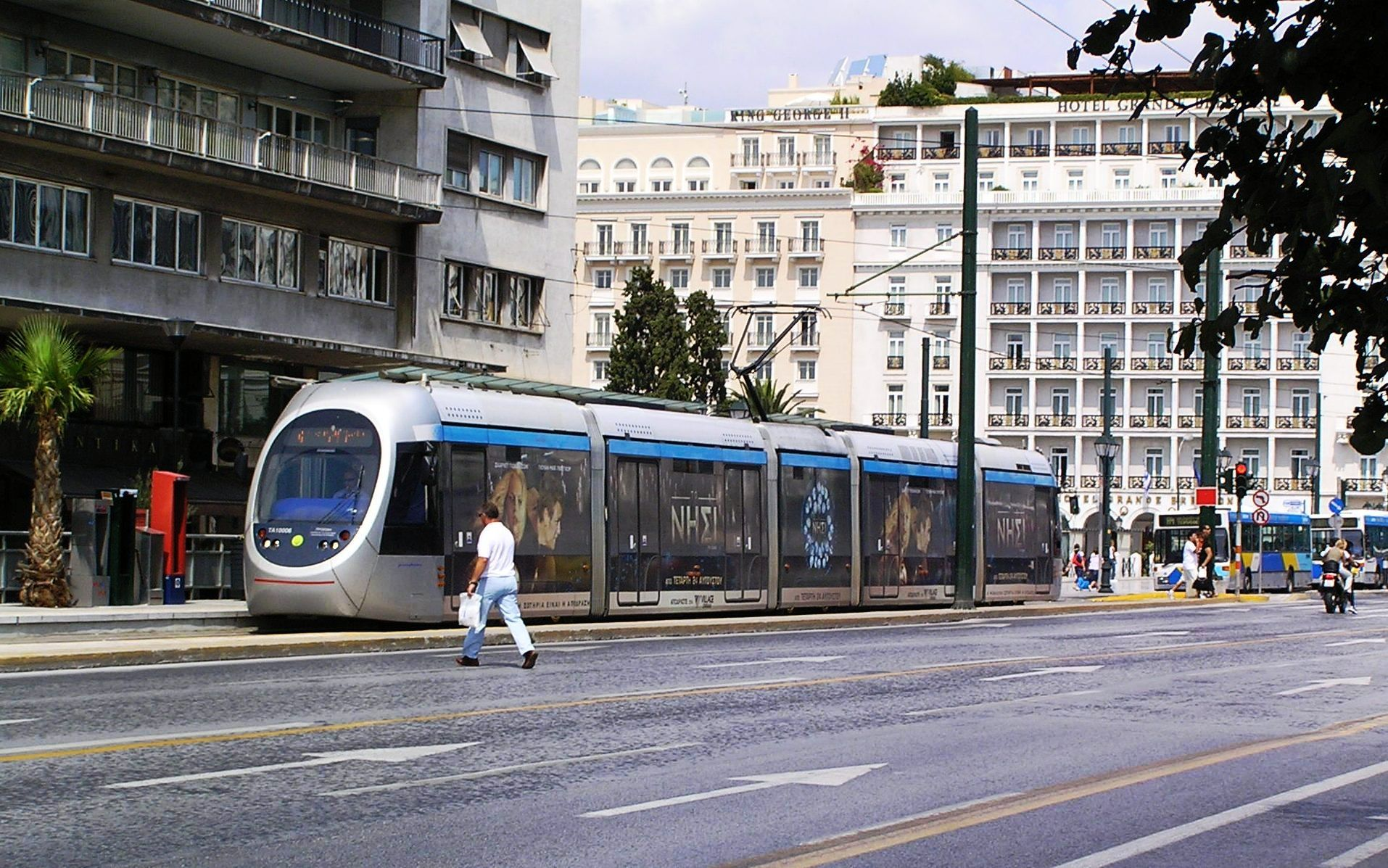
Tranvía en la Plaza Syntagma.